# تقسية (كيمياء)

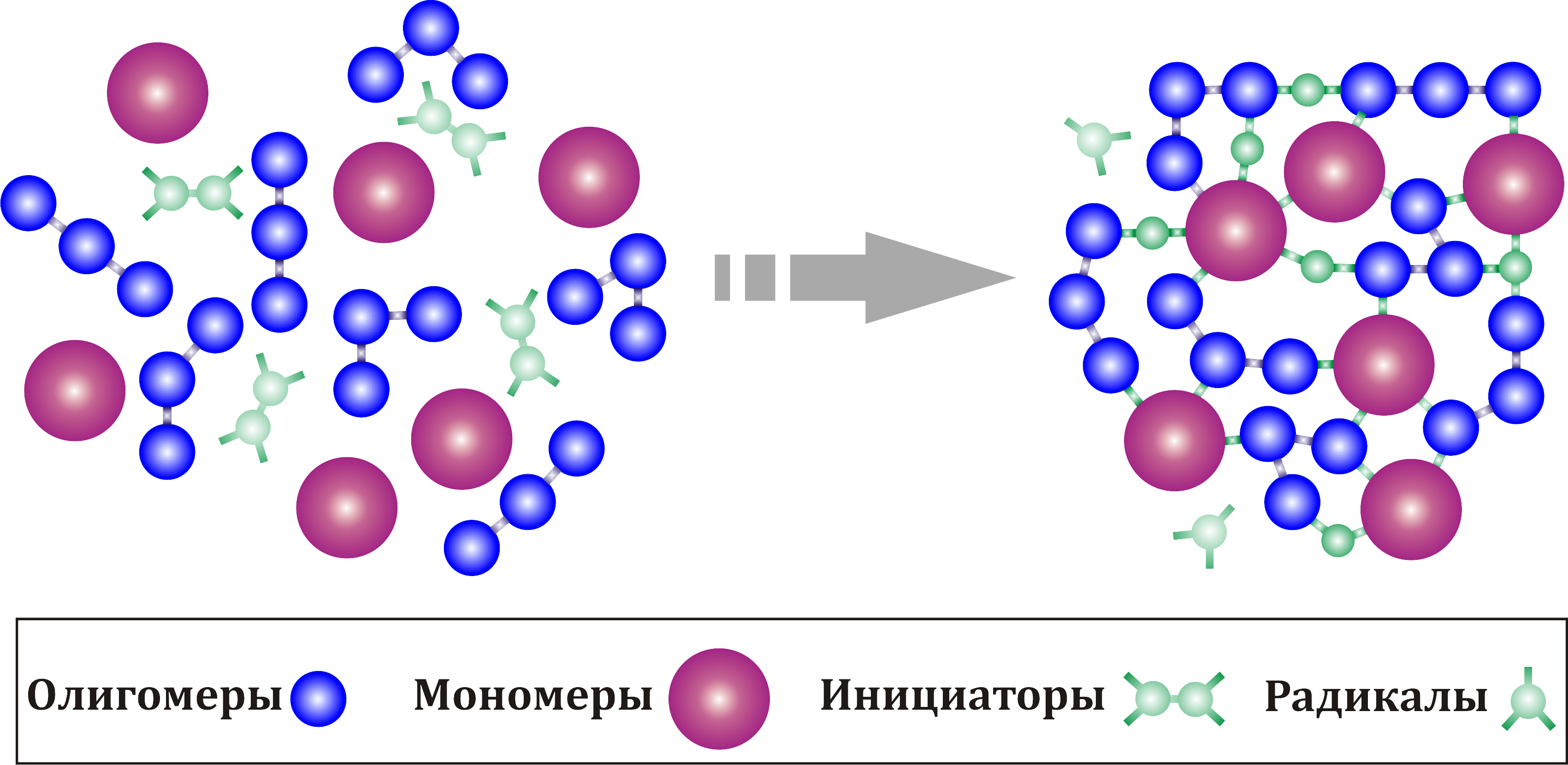

التقسية (بالإنجليزية: curing) هي عملية معالجة للبوليميرات تهدف إلى تمتين أو تقسية المادة اللدنة عبر إضافة روابط متصالبة إلى السلسلة البوليميرية، وذلك إما من خلال إضافة مواد كيميائية أو بالتعريض للأشعة فوق البنفسجية أو حزمة إلكترونية أو بالتعريض للحرارة. تدعى العملية المستخدمة في تقسية المطاط بالفلكنة.

## تقسية الراتنجات
على الرغم من تنوع تراكيب الراتنجات الصلبة حرارياً مثل الإيبوكسي وإستر الفينيل وعديد الإستر وغيرها، فإن أسلوب تقسيتهم متشابه، حيث تتناقص لزوجة الراتنجات بشكل مطرد مع ارتفاع درجة الحرارة، إلى أن تصل إلى درجة تتشكل فيها شبكات ثلاثية الأبعاد من قليل الوحدات، ليتشكل ما يشبه قوام الهلام.
تصبح الراتنجات بعد مرحلة تشكيل الهلام ذات حركية محدودة، وتصبح البينة المكروئية للمواد المركبة ثابتة. لذلك، وللوصول إلى درجة حرارة التحول الزجاجي للراتنجـ ينبغي رفع درجة الحرارة بعد مرحلة تشكيل الهلام.